# Battle Born
Battle Born (рус. «Рождённый в битве») — четвёртый студийный альбом американской рок-группы The Killers. Официально выпущен 17 сентября 2012 года. Фраза «Battle Born» изображена на государственном флаге штата Невада.
В январе 2010 года The Killers объявили, что группа берёт перерыв. За это время, фронтмен Брэндон Флауэрс и басист Марк Стормер выпустили сольные альбомы, Flamingo (2010) и Another Life (2011), а барабанщик Ронни Ваннучи выпустил дебютный альбом своего сайд-проекта Big Talk.
В октябре 2011 года группа завершила свой перерыв, чтобы начать работу над четвёртым студийным альбомом. В мае 2012 года в Лас-Вегасе запись над «Battle Born» была завершена.

## Релиз
7 июня 2012 The Killers выпустили трейлер для их нового альбома Battle Born. Трек-лист был объявлен 16 августа. Battle Born был выпущен 17 сентября 2012 года в Великобритании и 18 сентября в США. В этот же день альбом был выпущен в виде винилового диска.

## Синглы
Сингл «Runaways» был представлен 10 июля 2012 года. Однако всего за несколько часов до официального релиза на радио, он просочился на Tumblr.

## Список композиций
| №   | Название                    | Автор(ы)                   | Продюсер(ы)                                    | Длительность |
| --- | --------------------------- | -------------------------- | ---------------------------------------------- | ------------ |
| 1.  | «Flesh and Bone»            | The Killers                | The Killers, Stuart Price                      | 3:59         |
| 2.  | «Runaways»                  | The Killers                | The Killers, Brendan O'Brien, Steve Lillywhite | 4:04         |
| 3.  | «The Way It Was»            |                            |                                                | 3:51         |
| 4.  | «Here with Me»              |                            | Brendan O'Brien                                | 4:52         |
| 5.  | «A Matter of Time»          |                            | Damian Taylor                                  | 4:11         |
| 6.  | «Deadlines and Commitments» |                            |                                                | 4:22         |
| 7.  | «Miss Atomic Bomb»          |                            |                                                | 4:53         |
| 8.  | «The Rising Tide»           |                            |                                                | 4:17         |
| 9.  | «Heart of a Girl»           | The Killers, Daniel Lanois | The Killers, Daniel Lanois                     | 4:34         |
| 10. | «From Here on Out»          |                            |                                                | 2:27         |
| 11. | «Be Still»                  |                            |                                                | 4:33         |
| 12. | «Battle Born»               |                            |                                                | 5:13         |

| №   | Название                                 | Длительность |
| --- | ---------------------------------------- | ------------ |
| 13. | «Carry Me Home»                          | 3:45         |
| 14. | «Flesh and Bone (Jacques Lu Cont Remix)» | 5:45         |
| 15. | «Prize Fighter»                          | 4:38         |

| №   | Название                       | Длительность |
| --- | ------------------------------ | ------------ |
| 16. | «Be Still (Alternate Version)» |              |
| 17. | «Runaways (Michel Remix)»      |              |

## Участники записи
The Killers
- Брэндон Флауэрс — вокал, синтезатор
- Дэйв Кенинг — гитара, бэк-вокал
- Марк Стормер — бас-гитара, бэк-вокал
- Ронни Вануччи-младший — Ударная установка, перкуссия, бэк-вокал

технический персонал
- Стюарт Прайс — продюсер
- Стив Лиллиуайт — продюсер
- Дамиан Тэйлор — продюсер
- Брендан О’Брайан — продюсер
- Алан Молдер — микширование
- Даниэль Лануа — продюсер